# تشارلز فيل
تشارلز فيل هو مصور ومحامي ورسام وسياسي نيوزيلندي، ولد في 5 أغسطس 1844، وتوفي في 9 يونيو 1918.